# Apatura hainana
Apatura hainana är en fjärilsart som beskrevs av Hans Fruhstorfer 1913. Apatura hainana ingår i släktet Apatura och familjen praktfjärilar. Inga underarter finns listade i Catalogue of Life.